# Édouard Piette
Édouard Piette (11 de marzo de 1827 - 5 de junio de 1906) fue un historiador y arqueólogo francés.
Nació en Aubigny (Ardenas) el 11 de marzo de 1827. Magistrado de profesión, dedicó su tiempo libre a investigar el arte mueble prehistórico. Sus excavaciones en las cuevas de Gourdan y Lorthet (Altos Pirineos), Arudy (Pirineos Atlánticos), Brassempouy (Landas) y Mas-d'Azil (Ariège) le permitieron formar una rica colección de objetos artísticos de la Edad de Piedra que luego donó al museo de Saint-Germain-en-Laye (París).
Fue autor de numerosos intentos de cronología para estos objetos y para el Paleolítico Superior en sí. Todas ellas fueron científicamente rechazadas. Sin embargo debe ser reconocido, no solo por la fastuosa colección de arte mueble prehistórico que legó a los franceses, sino también por ser el primero en plantear la cuestión de las Venus esteatopigias paleolíticas y, sobre todo, por haber identificado el Aziliense en la cueva de Mas-d'Azil, una cultura epipaleolítica que sucede al Magdaleniense final.

Falleció en Rumigny (Ardenas) el 5 de junio de 1906.

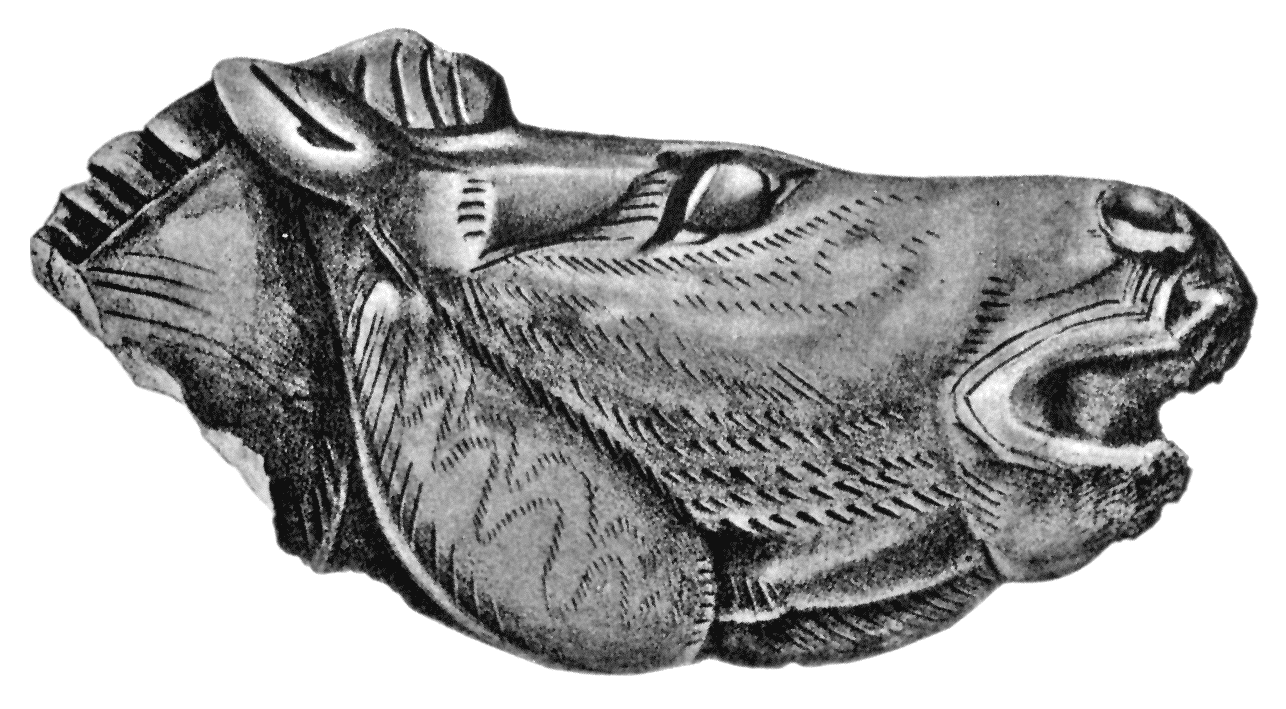
Uno de los objetos descubiertos por Édouard Piette en Mas-d'Azil